# حسين العبد الله
حسين العبد الله (21 يونيو 1980 -) مطرب وملحن ومذيع كويتي. وهو شقيق المذيعة والممثلة فاطمة       العبد الله. بدأ حياته في الغناء منذ الصغر حيث شارك في برنامج نجوم على الطريق في تلفزيون الكويت وهو في سن الخامسة عشرة. كما شارك في المسابقات الأولية في البرنامج الناجح ستار أكاديمي 2 ولم يصل بسبب صراحتة الزائدة. وبدايته الفعلية هي في عام 2007 حيث قدم اغنيته الأولى (تقولي روح) وقدم برنامج الو حسون على قناة سكوب.

## أعماله الفنية

### الاغاني
- تقولي روح
- ام الخير (اهداء إلى الشيخة فريحة الأحمد)
- خذ حياتي
- رب العباد (مقدمة فلم أمنية)

### البرامج
- الو حسون
- اهداءات
- عيدكم مبارك

## مقاطع فيديو مناليوتيوب
- اغنية تقولي روح على يوتيوب
- اغنية خذ حياتي على يوتيوب
- اغنية ام الخير على يوتيوب
- مقابلة برنامج رايكم شباب على يوتيوب
- مقابلة برنامج الرجل على يوتيوب